# 愛知県立瀬戸高等学校
愛知県立瀬戸高等学校（あいちけんりつ せとこうとうがっこう）は、愛知県瀬戸市東山町一丁目にある公立の高等学校。

## 概要
名鉄瀬戸線「水野駅」から徒歩で約7分。2023年（令和5年）に創立100年を迎える伝統校で、これを機に制服を一新する。校舎は本館、新館、教室棟の3棟、グラウンドは3つ、他にテニスコート、体育館、武道場を有し、総敷地面積は愛知県立では時習館高校に続き2位の広さである。

## 沿革
- 1923年 - 瀬戸町立愛知県瀬戸高等女学校開校。
- 1929年 - 愛知県立瀬戸高等女学校と改称（県立に移管）。
- 1930年 - 補修科設立。
- 1943年 - 補修科を専攻科に変更する。
- 1948年 - 学制改革により、愛知県立瀬戸高等学校となる（普通科と別科が存在した）。
- 1949年 - 総合制（普通科・家庭科・商業科・別科）実施。この年より男女共学となる。
- 1950年 - 校歌制定。
- 1952年 - 別科廃止。
- 1956年 - 家庭科廃止。
- 1959年 - 商業科廃止。
- 1963年 - 国鉄岡多線・瀬戸線（現在の愛知環状鉄道・愛知環状鉄道線）瀬戸市駅に校地を転用するため、現在の地（瀬戸市東山町）に移転。
- 1983年 - 制服改定。それまでの女子セーラー服から花井幸子デザインのブレザー型に変わる。県立高校での有名デザイナー起用は珍しかった。

## 部活動

### 運動部
- 野球部
- サッカー部
- ハンドボール部
- ソフトボール部
- 陸上部
- 女子バスケットボール部
- 男子バスケットボール部
- 女子バレーボール部
- 男子バレーボール部
- 卓球部
- 硬式テニス部
- 軟式テニス部
- バドミントン部

### 文化部
- 吹奏楽部
- 美術部
- 写真部
- 演劇部
- 放送部
- 雑誌部
- 茶華道部
- フォークソング部

## 教育目標
- 時代の進展に適応し、新しい歴史と社会を創造する健全な国民を育てる
  - 着実な学習
  - 自律性の会得
  - 奉仕による社会性の育成
  - 強健な身体の育成

## 校章
- 「瀬」の字の輪郭の中に「高」の文字が入る。

## 校歌・応援歌
- 愛知県立瀬戸高等学校校歌（作詞：折口信夫・作曲：森下千秋）
- 瀬戸高校応援歌（作詞：谷口巌・作曲：小沢正三）
- セコウザカ（作詞・作曲：菊池常利）注：ジャニーズ嵐A・RA・SHI作曲担当
- 他に「男子逍遥歌」・「女子逍遥歌」が存在するが現在では歌われていない。

## 著名な卒業生
- 清水博（科学者、東京大学 名誉教授）
- 谷口巌（国文学者、愛知教育大学 名誉教授）
- 加藤主税（言語学者、名城大学 講師、椙山女学園大学 名誉教授）
- 永井陽子（歌人、愛知文教女子短期大学 助教授）
- 古井景（精神科医、愛知淑徳大学 教授）
- 竹田鎭三郎（洋画家、メキシコ在住）
- 金原弘光（総合格闘家）
- 青木さやか（タレント）
- 倉崎昌史（キックボクサー、K-1 / Krush）

## 著名な教職員
- 北川民次（洋画家、二科会会長、瀬戸高等女学校図画教師）